# رویال پرپل
رویال پرپل (انگلیسی: Royal Purple) شرکت پالایش نفت آمریکایی است، که در سال ۱۹۸۶ تأسیس شد.